# Cedusa pseudonigripes
Cedusa pseudonigripes är en insektsart som först beskrevs av Van Stalle 1984.  Cedusa pseudonigripes ingår i släktet Cedusa och familjen Derbidae. Inga underarter finns listade i Catalogue of Life.